# تشيابا دي كورزو
تشيابا دي كورزو هي مدينة صغيرة تقع في ولاية تشياباس،المكسيك.